# Eths
Eths ist eine französische Metalcore-/Nu-Metal-Band aus Marseille. Die Band singt ihre Texte fast ausschließlich auf Französisch. Vom neuen Album III erscheint neben der französischen Version jedoch auch eine internationale Fassung mit vier Songs in englischer Übersetzung.

## Bandgeschichte
Im Jahr 1996 gründeten Greg und Staif die Band Whats the Fuck. Nachdem die Sängerin Candice hinzukam, nannte sich die Band in Melting Pot um. 1999 kamen Schlagzeuger Guillaume und Bassist Roswelle hinzu und die Band erhielt ihren heutigen Namen. Beim Kollektiv Coriace unter Vertrag, veröffentlichte die Band im selben Jahr das Demo Eths und machte sich insbesondere in ihrem Heimatland einen Namen. Es folgten in den Jahren 2000 und 2002 die EPs Autopsie und Samantha. Mit dem ersten Album Sôma wurden Eths auch außerhalb Frankreichs bekannt und gingen unter anderem mit Machine Head und Fantômas auf Tour. 2006 verließen Guillaume und Roswelle die Band aufgrund kreativer Konflikte mit den anderen Mitgliedern. Das zweite Album Tératologie wurde daraufhin mit der Hilfe von Freunden und Studiomusikern aufgenommen und 2007 veröffentlicht. Um das Lineup zu vervollständigen, traten Matt LeChevalier am Schlagzeug und Shob am Bass der Band bei, LeChevalier wurde jedoch bereits Ende 2008 durch Morgan ersetzt. Anfang 2012 wurde Morgan wiederum vom zurückgekehrten erste Schlagzeuger Guillaume abgelöst. Eths unterzeichneten außerdem einen Vertrag beim Label Season of Mist, das die Veröffentlichung des dritten Albums der Franzosen mit dem bezeichnenden Titel III für den 6. April 2012 angekündigt haben.
Am 18. September 2012 verkündete Frontfrau Candice Clot die Band nach der aktuellen Tour im Oktober aus persönlichen Gründen zu verlassen. Sie wurde im April 2013 durch die La France A Un Incroyable Talent Teilnehmerin Rachel Aspe ersetzt, mit der die Band zuerst eine EP namens Ex Umbra In Solem aufgenommen hat. Diese soll demnächst erscheinen und enthält neben dem neu geschriebenen Titelsong noch Coverversionen älterer Lieder.
Das neue Album Ankaa mit Rachel Aspe als Sängerin erschien am 22. April 2016.

## Diskografie

### Alben
| Jahr | Titel       | Höchstplatzierung, Gesamtwochen, AuszeichnungChartsChartplatzierungen (Jahr, Titel, Platzierungen, Wochen, Auszeichnungen, Anmerkungen) | Anmerkungen |
| Jahr | Titel       | FR | Anmerkungen |
| ---- | ----------- | --- | ----------- |
| 2004 | Soma        | FR42 (5 Wo.)FR |             |
| 2007 | Tératologie | FR59 (5 Wo.)FR |             |
| 2012 | III         | FR85 (4 Wo.)FR |             |
| 2016 | Ankaa       | FR154 (1 Wo.)FR |             |

### EPs
- 2000: Autopsie
- 2002: Samantha
- 2014: Ex Umbra In Solem

### Demos
- 1999: Eths